# Юрхарівське – Пуровський ЗПК
Юрхарівське – Пуровський ЗПК – трубопровід для транспортування конденсату у Тюменьскій області Росії.
В 2003 році почалась розробка Юрхарівського газоконденсатного родовища. В 2010-му комплекс його облаштування доповнили установкою деетанізації конденсату, що вилучає найбільш легкі вуглеводневі гази та дозволяє підготувати конденсат до транспортування на Пуровський завод з переробки конденсату.
Вивіз підготованого конденсату відбувається по спеціалізованому трубопроводу довжиною 326 км. Він виконаний в діаметрі 400 мм та має річну пропускну здатність не менше 3 млн тон.
До конденсатопроводу також може надходити ресурс із:
- перемички діаметром 250 мм від гігантського Північно-Уренгойського родовища (до того вже було підключене до конденсатопроводу Ямбург – Уренгой);
- підключеної на завершальній ділянці траси Юрхарівське – Пуровський перемички довжиною 12 км та діаметром 219 мм від середнього за розмірами запасів Стерхового родовища;
- запущеного в середині 2010-х конденсатопроводу від Яро-Яхінського родовища;
- запущеного в 2020-му конденсатопроводу від Північно-Русського родовища.
- перемички довжиною 7 км та діаметром 219 мм від середніх за розмірами запасами родовищ Єво-Яхінського блоку (Єво-Яхінське, Усть-Ямсовейське),  дослідно-промислова експлуатація яких почалась в 2022 році.